# Max Sharam
Max Sharam, pseudonimo di Leanna Maree Sharam (Benalla, 1969), è una cantante australiana.

## Biografia
Nata e cresciuta nell'entroterra dell'Australia meridionale fuori Melbourne, Max Sharam ha avviato la sua carriera artistica in Europa: stabilitasi a Roma, ha preso parte a varie produzioni teatrali andate in onda sulla Rai.
Tornata in Australia, nel 1992 ha partecipato al talent show New Faces, dove ha cantato Coma, una canzone da lei scritta. Ha raggiunto la finale e ha attirato l'attenzione di molte etichette discografiche; ha finito per firmare un contratto con la EastWest Records, parte del gruppo della Warner Music Australia.
Coma è stato pubblicato commercialmente nel 1994, e ha raggiunto la 14ª posizione della classifica australiana dei singoli. Ha anticipato l'album di debutto della cantante, A Million Year Girl, uscito l'anno successivo, che ha raggiunto il 9º posto in classifica ed è stato certificato disco d'oro dall'Australian Recording Industry Association per aver venduto più di 35 000 copie a livello nazionale. L'album ha prodotto altri due singoli top 50, e ha fruttato alla cantante otto candidature agli ARIA Music Awards del 1995.
Alla fine degli anni '90 Max Sharam si è trasferita negli Stati Uniti, prima a Los Angeles e poi a Manhattan, pur continuando ad esibirsi in tutto il mondo. Il suo primo lavoro musicale in quasi due decenni è The Gods Envy, il suo EP del 2015.

## Discografia

### Album
- 1995 - A Million Year Girl

### EP
- 1984 - I'm Occupied
- 1994 - Coma
- 2015 - The Gods Envy

### Singoli
- 1994 - Coma
- 1995 - Be Firm
- 1995 - Lay Down
- 1996 - Is It OK If I Call You Mine?
- 2013 - Hysteria (The Gods Envy)
- 2017 - Snow Child (No Footprints in the Snow)